# Heilig Hartbeeld (Krawinkel)
Het Heilig Hartbeeld is een standbeeld in de Nederlandse buurtschap Krawinkel, tegenwoordig een wijk van Sittard-Geleen, in de Nederlandse provincie Limburg.

## Achtergrond
In 1932 werd vanuit de bevolking van Krawinkel een comité gevormd voor de oprichting van een Heilig Hartbeeld. Het atelier J.W. Ramakers en Zonen te Geleen kreeg de opdracht het beeld te maken. Het werd op zondag 26 juni 1932 door pastoor Van Eijs aan de Spoorstraat ingewijd.
Het beeld stond aanvankelijk aan de zuidzijde van de straat, en was gekeerd met zijn gezicht naar Krawinkel. Na wijzigingen in de infrastructuur in de jaren zestig werd het verplaatst naar de noordzijde, waar het nu met de rug naar Krawinkel staat.

## Beschrijving
Het vrijwel symmetrische beeld toont een blootsvoetse, staande Christus, gekleed in een lang, gedrapeerd gewaad. Op zijn borst is het Heilig Hart zichtbaar. Hij toont de stigmata in zijn uitgestoken handen.
Het beeld staat op een getrapte sokkel van kunstgraniet met klauwstukken.